# Takoj bol'šoj mal'čik
Takoj bol'šoj mal'čik (Такой большой мальчик) è un film del 1967 diretto da Marija Nikolaevna Fёdorova.